# Великий піщаний біосферний заповідник
Великий піщаний біосферний заповідник — це природний заповідник в австралійському штаті Квінсленд розташований на суходолі та прибережних водах. Асоціюється як з районами місцевого самоврядування регіону Фрейзер-Кост, так і з регіоном Гімпі та островом Фрейзер (також відомий як К'Гарі та Гарі), і з затокою, відомою як Герві-Бей.

Біосферний заповідник був описаний ЮНЕСКО у 2016 році як: 
Великий піщаний біосферний заповідник розташований у біорегіоні Південно-Східного Квінсленду на сході Австралії. Заповідник, відомий своєю культурною та екологічною значущістю, містить Велику піщану протоку, водно-болотні угіддя, занесені до списку Рамсарської конвенції, і острів Фрейзер, об'єкт Світової спадщини ЮНЕСКО. Заповідник включає найбільший у світі Піщаний острів і прибережну піщану масу.
Біосферний заповідник був створений у 2009 році, а його керівними органами є Регіональна група з управління природними ресурсами Бернетт Мері, Агентство з охорони навколишнього середовища (Квінсленд), Служба парків і дикої природи Квінсленду та органи місцевого самоврядування узбережжя Фрейзеру та регіону Гімпі.
Заповідник є вулканічною зоною, а найвища вершина в його околицях — гора Мотар (450 метрів над рівнем моря). Через заповідник протікає 6 річок, і він відомий тим, що тут розташований найвищий і найбагатший у світі тропічний ліс, що росте на піску.